# Carl Wilhelm Bangert
Carl Wilhelm Bangert, modernisiert Karl Bangert, (* 8. Januar 1883 in Frankfurt am Main; † 4. November 1952 in Chemnitz) war ein deutscher Physiker, Fernmeldetechniker und Akademieprofessor.

## Leben
Er war der Sohn des Gymnasiallehrers Christian Louis Wilhelm (1852–1925) und dessen Ehefrau Auguste Helene Franziska, geborene Krauß (1858–1913). Nach dem Besuch des Gymnasiums in Frankfurt am Main studierte Carl Wilhelm Bangert an den Universitäten Berlin und Marburg. Er promovierte 1907 in Marburg zum Dr. phil. Anschließend wurde er wissenschaftlicher Hilfsarbeiter in der Telegrafen-Versuchsanstalt des Deutschen Reichspostamtes, später Laborvorsteher bei der Siemens & Halske Aktiengesellschaft.
Von 1918 bis zu seiner Entlassung nach dem Ende des Zweiten Weltkrieges war Carl Wilhelm Bangert Lehrer an der Königlich Sächsischen Gewerbeakademie Chemnitz, der späteren Staatlichen Akademie für Technik in Chemnitz. 1920 erfolgte seine Ernennung zum Akademie-Professor. Er unterrichtete in den Fächern Fernmeldetechnik, Physik, Elektrotechnik, Schwachstromtechnik, Elektrizitätslehre und Funktechnik und publizierte mehrfach zu diesen Themenbereichen.
Zum 1. April 1932 trat er der NSDAP (Mitgliedsnummer 1.062.344) und später dem Bund deutscher Techniker bei. Er war Mitglied im Verein Deutscher Ingenieure und im Verband Deutscher Elektrotechniker.
Seinen Lebensabend verbrachte Carl Wilhelm Bangert in Chemnitz. Er wohnte zunächst in der Zschopauer Straße 74, dann in der Salzstraße 63 I.

## Werke (Auswahl)
- Versuche zum Nachweis der magnetischen Kraft bei elektromagnetischen Wellen auf Drähten, Marburg, 1907.
- Masse und Masssysteme mit besonderer Berücksichtigung der Elektrotechnik, Leipzig: Kesselringsche Hofbuchhandlung, 1922.
- Masse der Elektrotechnik, Hamburg: Deutscher Auslandverlag, 1924.
- Im Reiche des Rundfunks, Chemnitz: E. Focke, 1925.
- Masse und Organisation des Funkwesens, Hamburg: Deutscher Auslandverlag, 1925.
- Adolf F. Weinhold zum 100. Geburtstag, Chemnitz, 1941.

## Familie
Am 7. Juni 1911 heiratete er Toni Margarete geborene Lohmann (* 1889). Aus der gemeinsamen Ehe ging ein 1914 geborener Sohn hervor.

## Ehrungen
- 1939 Treudienst-Ehrenzeichen
- 1944 Kriegsverdienstkreuz zweiter Klasse.